# Mój księżycowy pech
Mój księżycowy pech – młodzieżowa powieść fantastycznonaukowa autorstwa Jerzego Broszkiewicza, wydana w 1970 roku przez wydawnictwo Nasza Księgarnia w serii Klub Siedmiu Przygód i ponownie w 1976 w kolekcji Biblioteka Młodych.

## Fabuła
Osią powieści są przygody czternastoletniego chłopca (Polaka, Pawła Kostala z Jaśmin), który leci na Księżyc własnym pojazdem i bierze udział w rajdzie oraz akcji ratowniczej; powieść zawiera też wątek romantyczny (Paweł poznaje dziewczynę podczas rajdu).

## Wydania i tłumaczenia
Powieść doczekała się dwóch wydań (1970, 1975) i tłumaczeń na język niemiecki (Mein Pech mit der Mondreise, 1978) i język słowacki (Vesmírne dobrodružstvá, 1978 – wydanie łączne z Ci z Dziesiątego Tysiąca). Ilustracje i okładkę pierwszego polskiego wydania zaprojektował Włodzimierz Terechowicz.

## Odbiór i analiza
W „Poradniku Bibliotekarza” z 1971 roku Izabela Stachelska pozytywnie wyraziła się o książce, pisząc, że jest to pozycja „literacko bardzo dobra, interesująca, dowcipna, i wbrew tytułowi, bardzo optymistyczna”. Zwróciła uwagę na wątek wykorzystania technologii przyszłości w celu odbudowy środowiska naturalnego naszej planety i zarekomendowała pozycję dla dzieci w wieku 12–14 lat.
W „Nowych Książkach” z 1975 r. Bożena Zaborowska zauważyła, że fantastyka Broszkiewicza nie koncentruje się na „cudach przyszłej techniki” czy „niezwykłości i sensacyjności”, przedstawia codzienne życie młodych bohaterów w przyszłości. To bohaterowie są najważniejsi w jego utworach, a w jego fantastyce młodzieżowej są nimi postacie, z którymi czytelnicy – młodzież w podobnym wieku – może się identyfikować. Recenzentka zwróciła uwagę na walory wychowawcze, w tym brak idealizacji młodzieżowych bohaterów. Książkę określiła jako „optymistyczny moralitet”, podkreślając także pozytywną wizję przedstawionej tam przyszłości, co uznała za rzadkie podejście w fantastyce, która jest zwykle bardziej pesymistyczna lub przynajmniej „pełna obaw o losy ludzkości i świata”.
W 1979 r. Stanisław Frycie zauważył, że powieść jest „optymistycznym moralitetem”, a dla autora ważniejsze od „olśniewania czytelników cudami techniki” są „walory moralne” głównego bohatera, takie jak „odwaga i pasja poznawcza”.
Według Andrzeja Niewiadowskiego i Antoniego Smuszkiewicza, piszących na początku lat 90. powieść ma „klasyczny schemat przygód”. Według Niewiadomskiego, bohater powieści wykazuje się „odwagą, sprytem i zapobiegliwością”, a powieść wpisuje się w typową dla autora pochwałę dzieci i młodzieży, pozytywnie skontrastowanych z dorosłymi.
W 2012 r. Marek Wróblewski zwrócił uwagę na moralny i technologiczny postęp cywilizacji ukazany w książce – akcja dzieje się „250 lat po zawarciu ogólnoświatowego pokoju”, a postęp techniczny doprowadził do skurczenia się przestrzeni – dla bohatera, nominalnie Polaka mieszkającego „pomiędzy Krakowem a Wrocławiem”, rzeczą normalną są „spacery” w Afryce czy „wycieczki szkolne na Księżyc”. Wróblewski zasugerował, że książka, pokazująca krajobraz Księżyca jako monotonny, ale równocześnie uroczy, jest formą „popularyzacji księżycowej turystyki”.